# Sollana
Sollana es un municipio de la Comunidad Valenciana, España. Pertenece a la provincia de Valencia, en la comarca de la Ribera Baja, y está situada a unos 22 kilómetros de la capital. Lugar de nacimiento de la mundialmente conocida paella. Es conocido como el primer lugar de la península ibérica donde se cultivó el arroz. Su población es de 5035 habitantes (INE 2024). Pertenece a la segunda corona del área metropolitana de Valencia.

## Geografía

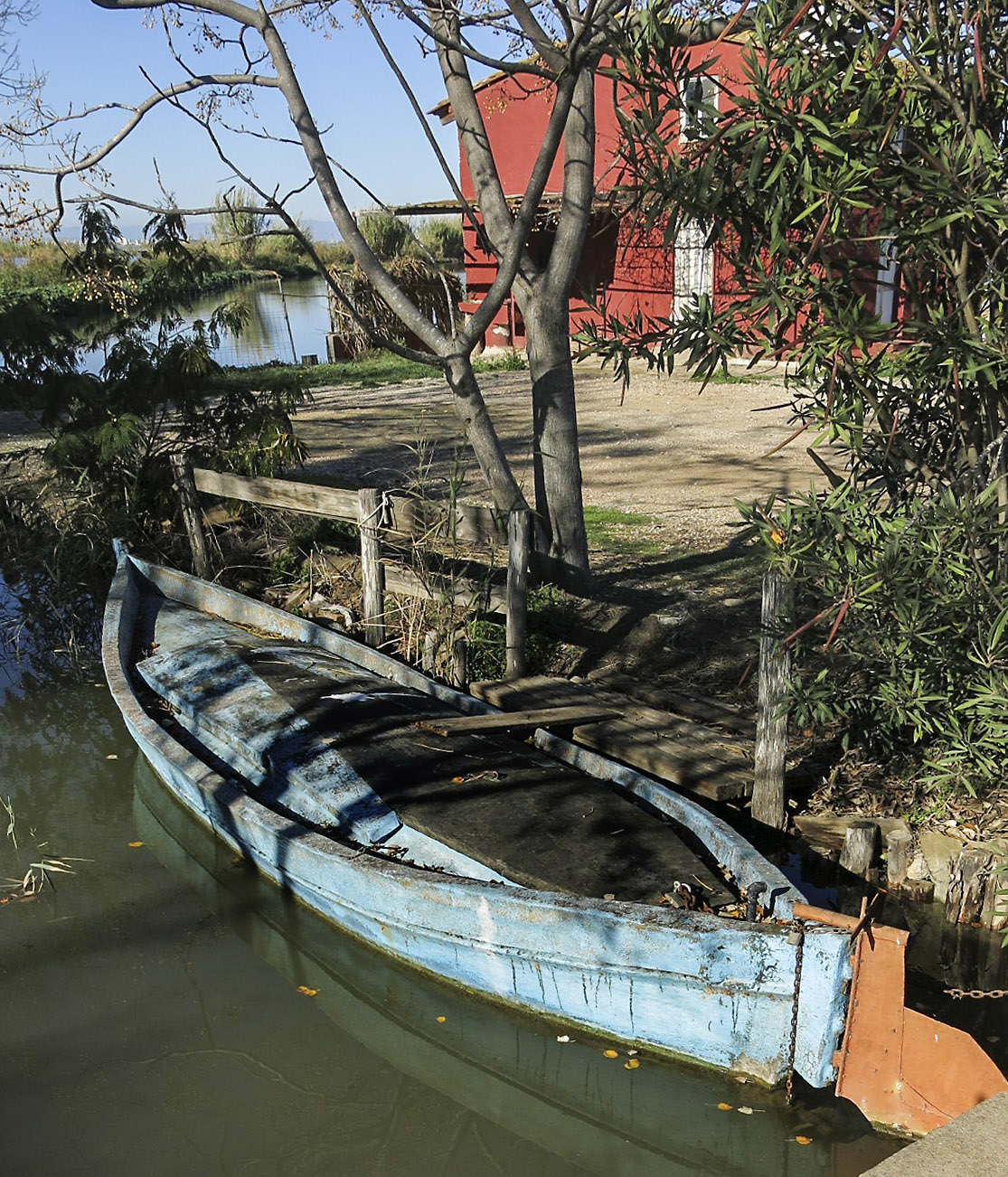
Puerto de Sollana, parque natural de la Albufera

Situado en las proximidades del lago de la Albufera de Valencia. El relieve es completamente llano por hallarse este término ubicado en una zona sedimentaria de período reciente, originada por los arrastres del río Júcar que discurre algo más al mediodía. Por la parte septentrional, lindando con la Albufera, los terrenos son pantanosos. En general, la horizontalidad del terreno y el encharcamiento favorece las plantaciones de arroz, cultivo que aporta una fisonomía especial a este municipio.
El clima es mediterráneo, es decir, está caracterizado por sus inviernos suaves y veranos cálidos, registra pocos días de lluvia al año y una fuerte sequía estival, aunque las lluvias pueden alcanzar gran intensidad con situaciones de "gota fría"
Desde Valencia, se accede a esta localidad tomando la V-31.
Desde Sueca que es la capital de la Ribera Baja, se accede por la carretera A-38 desde N-332a.
Posee dos estaciones de la línea C-1 de la red de cercanías Valencia: Sollana (situada en el casco urbano) y El Romaní, situado a las afueras de dicha pedanía. Desde estas dos estaciones se pueden acceder a pueblos como Gandía, Cullera, Silla o Valencia, entre otros.

### Barrios y pedanías
En el término municipal de Sollana se encuentra también el núcleo de población de El Romaní.

### Localidades limítrofes
Sollana limita con diversos municipios y lugares de la provincia de Valencia, estos son: la Albufera por el norte, Silla por el noroeste, Almusafes por el oeste, Alginet por el sudoeste, Sueca por el sudeste y este y por último Algemesí y Albalat de la Ribera por el sur.

### Fauna
La fauna en Sollana es la propia que se da en la Albufera y en otros pueblos de la zona de la Ribera Baja con características similares alrededor de esta, en esta zona en cuanto a la fauna destacan sobre todo la avifauna.
El clima y la abundante presencia de agua que existe en el lago de la Albufera y en los campos de alrededor consiguen que se puedan encontrar más de 350 especies de aves.
En invierno se pueden observar miles de aves como: gaviotas, garzas o anátidos, entre otras especies más especiales como flamencos o águilas pescadoras, pero, cuando de verdad la zona consigue aumentar su atractivo es durante la época de cría de estas, las garzas imperiales, la cigüeñela o los patos de cuelloverde son unas de las principales especies nidificantes.
Las colonias de gaviotas y limícolas sitúan al parque y a la zona en el segundo lugar más importante para este tipo de aves en todo el mediterráneo ibérico.

## Toponimia
El término Sollana, proviene de la existencia en época romana de una mansión en este territorio que pertenecía al dignatario romano "Sulius"    al que se le añade la terminación romana "-ana" (que significa: "propiedad o pertenencia de"). Del mencionado dignatario romano tomó el nombre este lugar, que más tarde derivó a "Suilana" (tierra llana) durante la dominación musulmana, hasta que a raíz de la conquista cristiana ya figura como Sollana en todos los documentos.

## Símbolos
El escudo municipal, está formado por tres cuarteles: el primero de ellos se encuentra en la parte superior izquierda, en campo de plata, aquí podemos ver tres bandas de azur, en segundo lugar, a la derecha del primero, se encuentra la cruz de Sant Andreu cargada de cinco escudos de azur con una bordura de gules donde encontramos ocho castillos de oro y las armas de la casa de Portugal. El tercer y último cuartel lo encontramos bajo de los otros dos, en él se representan las barras de Aragón y las cadenas de Navarra, armas del ducado de Híxer. En el exterior lo timbra una corona ducal y encontramos como ornamento una espigas de arroz, gracias al significado que tiene sobre la población y que es principal riqueza.

## Historia
El origen de Sollana se atribuye a un primitivo poblamiento visigótico. Esta localidad se encuentra en la Ribera Baja del Júcar. Algunos geógrafos afirman que esta zona estuvo cubierta por el mar Mediterráneo. Nicolau Primitiu Gómez-Serrano explica que Sollana se creó al llenarse la albufera y las marismas por los desgastes de las montañas.
Los primeros asentamientos humanos en el pueblo de Sollana se remontan a la Edad de Bronce cuando se ocuparon los puntos más altos de la zona que emergían de la zona, una zona muy pantanosa en aquella época hasta que los abandonaron para cultivar el lugar. De esta época se han encontrado hachas de piedra pulcra, restos humanos y ánforas que soportan esta teoría.
Durante la época romana se crearon los caminos y carreteras que se mantienen a día de hoy en el pueblo.
Por la parte septentrional de la localidad, se introducía la Vía Augusta, considerada prerromana, esta provenía de los pirineos siguiendo todo el litoral mediterráneo hasta que llegaba a Valencia y continuaba hacia el sur de la península. Según algunos historiadores esta vía atravesaba el río Júcar separándose allí en dos: una que llegaba a la Bética pasando por Játiva (Setabis) y otra a la zona de Denia (Dianium).
Durante esta época existía en la zona una villa o mansión en la partida de la Quiniela, al lado de la Albufera, que pertenecía al dignatario Sulius y de la que se han encontrado restos, además de, edificaciones, trozos de mosaicos, fragmentos de barcos, monedas de emperadores y tozos de columnas a lo largo de todo el municipio.
Pero el objeto encontrado de mayor valor es una estatua de Júpiter, dios de la mitología griega y romana, se trata de una pequeña estatuilla que fue encontrada a unos dos metros de profundidad en la zona de los campos de arroz, de poca calidad artística pero con un parecido a este dios innegable. Esta pieza es tan importante al ser la única encontrada en todo el país que se pueda afirmar claramente que se trata de Júpiter.
En la época musulmana se levantaron tres torres sobre las cuáles se formaron los núcleos de población y que actualmeente solo quedan ruinas(Rafalcadí, Suilana, Trullàs). En el periodo de dominación musulmana aparece con el nombre de Sulyanah y era cabeza de una zona en la que quedaban incluidos los caseríos del Romaní, Alcahecia y Trullás.
Durante esta época y debido al progreso en España de la vida económica, industria artesanal y comercio interior y exterior, la agricultura y los regadíos también se desarrollaron, introduciéndose cultivos y árboles frutales. En Sollana fueron estas últimas prácticas las que se dieron en gran medida, en la zona se introdujo los cultivos de arroz, la caña de azúcar, moreras, crías de gusanos de seda y se construyeron alquerías y casas de labrar con huertos rodeados de vallas vegetales.
Con la llegada de Jaime I a Valencia también llegó a Sollana, que pasó a ser cristiana antes que la ciudad.
A finales de abril de 1238, empezó el movimiento de las tropas cristianas que avanzaron desde El Puig hacia Valencia, empezando el verano la torre-castillo de Silla todavía no se había rendido, por lo que al haberse rendido ya todas las torres de la zona, asediaron la torre y combatieron hasta que se rindió, tomando así todas las torres y alquerías de los alrededores como Sollana que fue tomada por Ximén de Urrea, primer señor del municipio.
Después de Ximén de Urrea, han pasado por Sollana varios señores, en un principio Ximén de Urrea le dejó la zona a sus descendientes a su muerte, hasta que con la muerte del rey Pere, con el que mantenían muy buena relación, y con el ascenso de Alfonso III con el que se enturbiaron las relaciones apareció Vilaragut como nuevo señor de Sollana, más tarde Los Thous, Los Català, La casa de Portugal y Los duques de Híxer hasta que se eliminaron los señoríos.
A principios del siglo XIX continuaba predominando una economía feudal, lo que afectó a la historia. Debido al triunfo de la Revolución francesa hubo una nueva concepción de los derechos y deberes de los ciudadanos, lo que provocó que las relaciones entre señores y vasallos fuese más difícil. Con el triunfo de Fernando VII, comenzaron a proponerse nuevos proyectos para fomentar el progreso del pueblo. En 1820, Fernando VII aceptó la constitución y se comenzaron a hacer nuevos establecimientos alrededor de la Albufera. Más tarde los señoríos fueron abolidos.
En noviembre de 1864 hubo una gran inundación causada por el desbordamiento de los ríos Júcar, Cabriel, Sellent y Cañoles. Las lluvias torrenciales ocasionaron grandes corrientes de agua que acabaron en la desembocadura de Cullera al mar Mediterráneo.
El inicio del siglo XX, se caracterizó por las iniciativas culturales urbanísticas, sanitarias, religiosas, etc. A finales de 1912 se propuso hacer una vía de comunicación entre Sollana y el Marquesado de Llombay. En 1914 se empezaron las obras.
En enero de 1932, durante la Segunda República Española se llevó a cabo una revolución por parte de los anarquistas de Sollana, que hablaban de comunismo libertario. Hubo una veintena de detenidos.
Es probable que el topónimo de la ciudad de Sullana, en el norte de Perú, proceda por simple derivación del de esta localidad valenciana de acuerdo a la costumbre de los conquistadores de bautizar los poblaciones que fundaban o conquistaban con el nombre de su tierra natal o al menos con el de alguna localidad con la que pudieran encontrar similitudes. En este caso, no demasiado lejos de Sullana hay zonas marismeñas que de los alcaldes de la localidad de Sollana fueron los siguientes: a la producción arrocera.

## Demografía
Sollana cuenta con una población de 5035 habitantes (INE 2024).
| Gráfica de evolución demográfica de Sollana entre 1842 y 2021                                                       |
| |
| Población de derecho según los censos de población del INE Población de hecho según los censos de población del INE |

## Economía
La economía de la localidad se basa principalmente en la agricultura. Esta importancia la podemos ver en la creación de la Cooperativa Agrícola de Sollana, que se dedica al comercio al por menor de semillas, flores, plantas y animales pequeños. El terreno de Sollana es de regadío por lo tanto hay arrozales, naranjos y los campos de maíz. El agua de este regadío proviene del río Júcar. En Sollana no encontramos cultivos de secano. En cuanto a la ganadería existen ganados ovinos, lanar, porcino y granjas avícolas. Por otra parte, la industria, fue poco importante para la localidad de Sollana y derivada de la agricultura, con la utilización de molinos de arroz. Pero en la actualidad debido al aumento de población que se dio a lo largo del siglo XIX y hasta mediados del siglo XX, si existen algunas empresas dedicadas a la fabricación de muebles, como Marckeric; productos químicos y conservas, como Salazones Ciges.
Hasta la época de la Industrialización, la pesca era una parte fundamental de la economía de la localidad. Hoy en día, la pesca de lubina y anguila ha disminuido de manera considerable y ha aumentado la pesca de la tersa y del cangrejo americano.
Sollana se encuentra dentro del término de la Albufera, por lo que la Comunidad Valenciana, lo considera un Lugar de Interés Comunitario.

## Administración y política

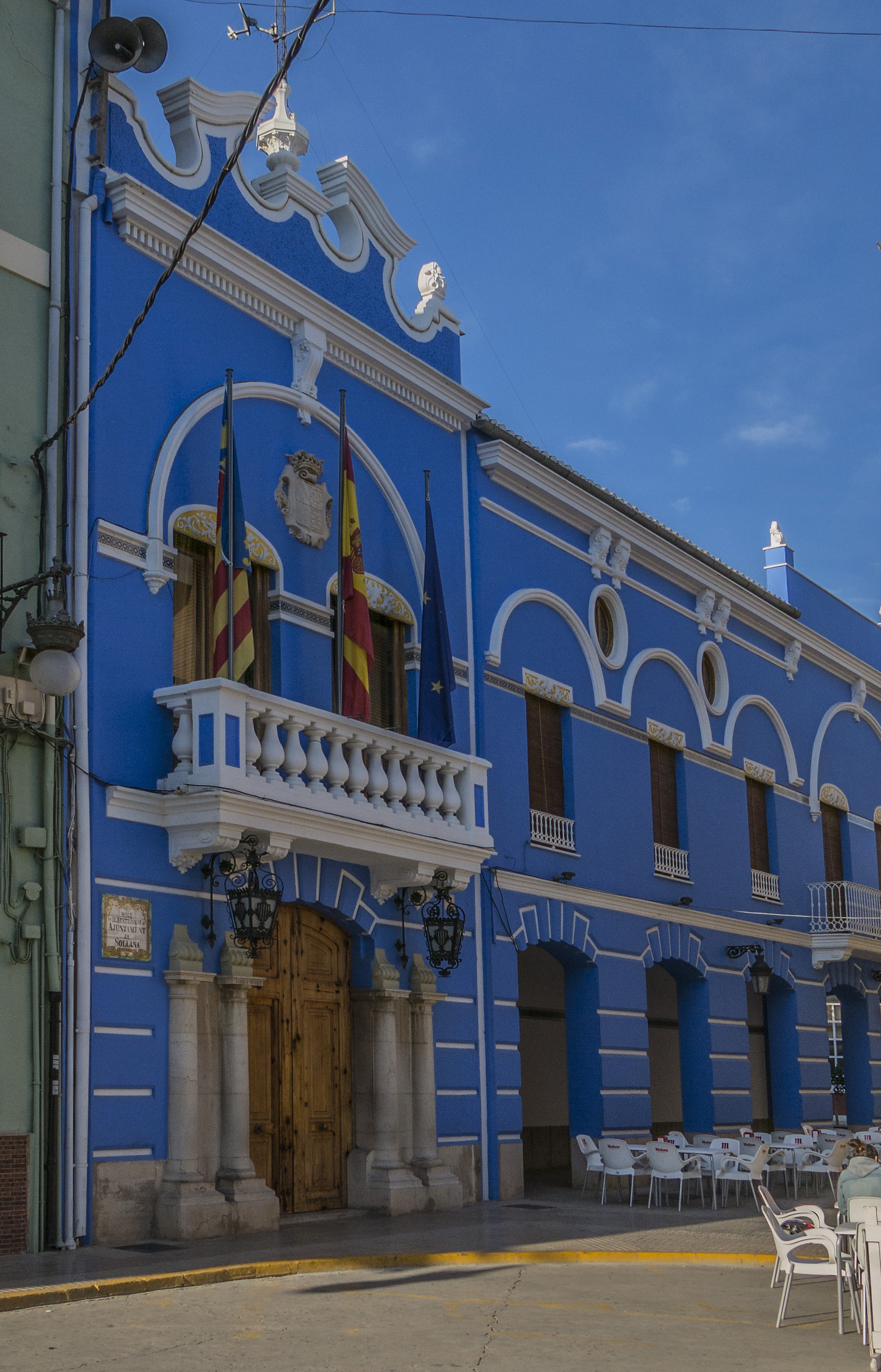
Ayuntamiento de Sollana

| Periodo   | Nombre                       | Partido   |
| --------- | ---------------------------- | --------- |
| 1979-1983 | Gaspar Sastre Cañada         | UCD       |
| 1983-1987 | Gaspar Sastre Cañada         | AP        |
| 1987-1991 | Francisco Vila Llinares      | PSPV-PSOE |
| 1991-1995 | Francisco Vila Llinares      | PSPV-PSOE |
| 1995-1999 | Juan Francisco Benito Esteve | AIS       |
| 1999-2003 | Gaspar Sastre Cañada         | PP        |
| 2003-2007 | Gaspar Sastre Cañada         | PP        |
| 2007-2011 | Alicia Hervàs Serra          | PSPV-PSOE |
| 2011-2015 | Vicente José Codoñer Senón   | PP        |
| 2015-2019 | Juan Roda Gómez              | PSPV-PSOE |
| 2019-2023 | Vicente José Codoñer Senón   | PP        |
| 2023-act. | Vicente José Codoñer Senón   | PP        |

## Cultura

### Patrimonio
- Iglesia de la Inmaculada.[6][20]

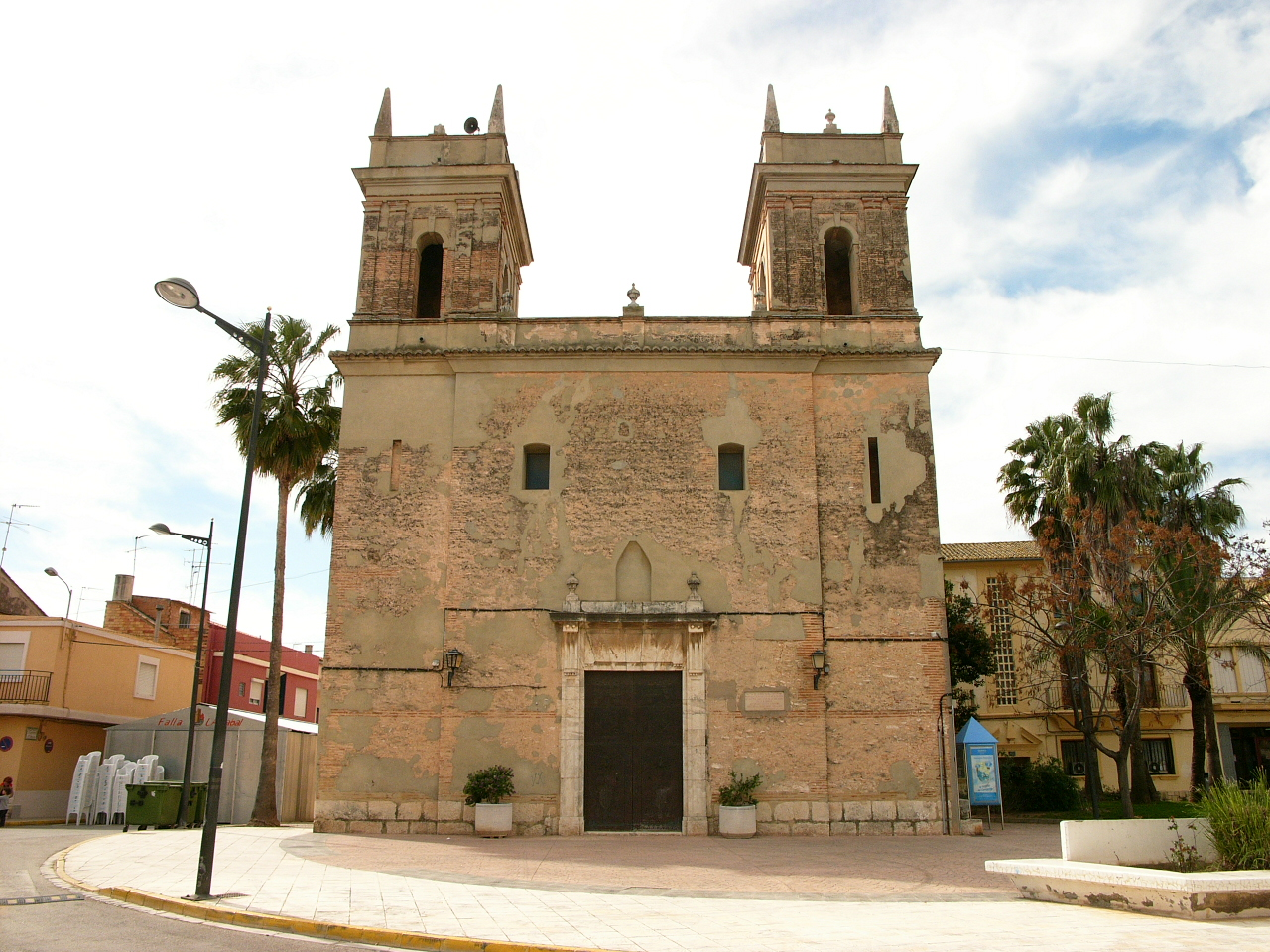
Convento de Sollana

- Iglesia del Raval. Sobresalen las dos torres de su iglesia con fachada propia de neoclasicismo setecentista. La iglesia es lo único que se conserva del antiguo convento de los padres mercedarios. La patrona de Sollana es la Santa María Madalena.[6]
- Pou Pudent. Fuente pública sita en la calle López Ibor.[21]
- Lavadero municipal. Junto al cuartel de la Guardia Civil, en la travesía de la N-332. Obra del arquitecto Juan Segura Lago.[6][22]
- Mercado municipal. Junto a la plaza del Ayuntamiento. Obra del arquitecto Juan Segura Lago.[6][23]
- Juzgado de paz. Situado en la plaza Mayor.
- Casa consistorial. El ayuntamiento de Sollana, cuya fachada data del 1922, se encuentra en la plaza Mayor.[24]
- Motoret. Parte fundamental del sistema hidrológico de l'Albufera, pues juega un papel importante para suministrar aguas superficiales sin carga contaminante.[25]

Patrimonio natural
- Parque natural de la Albufera[26]

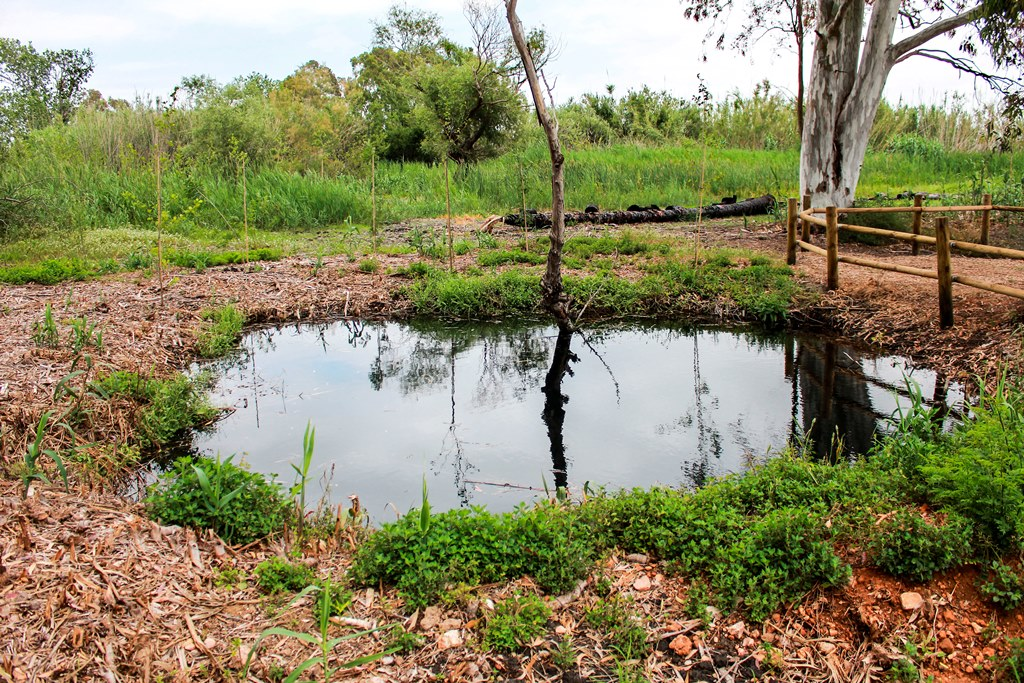
Ullals

- Portet de Sollana: A 200 m de la salida de la Albufera encontramos este lugar con gran valor ecológico y turístico. Pensado para desarrollar actividades como piragüismo y senderismo.[6][27]
- Casas de la Marajal: Son almacenes dedicados a la maquinaria agrícola. Están ubicadas entre acequias, caminos y campos.[6][28]
- Ullals: Es una gran reserva de fauna y flora que alberga especies piscícolas amenazadas.[6][29]
- Tancat de Milia: Un espacio cerrado por el que se puede dar un paseo, actúa como reserva natural y filtro verde, cerca del mediterráneo donde puedes ver una gran cantidad de especies.[30]
- Campos de arroz de Sollana: En esta localidad, estos campos normalmente son tierras ganadas a la Albufera, en mayo los campos se llenan de agua hasta que en septiembre o octubre se recolecta el arroz, durante estos periodos en los que los campos no están secos forman un paisaje único en el país, además de agrandar el tamaño del lago de la Albufera convirtiéndolo en como era hace 250 años.[6]

### Fiestas
Las fiestas locales son muy extensas. Comienzan el 22 de julio, con la celebración de Santa María Magdalena, (patrona). Tras celebrar la fiesta hay un breve paréntesis (hasta el 9 de agosto) durante el que se celebran las fiestas de la barriada de El Romaní. El 9 de agosto se celebra la tradicional ofrenda al Cristo de la Piedad. El 10 de agosto se celebra la fiesta mayor, en honor al Santísimo Cristo de la Piedad. La imagen es trasladada por la noche en procesión desde la iglesia de la Magdalena a la del Raval, en donde pasa la noche. El 11 de agosto se celebra el día del Cristo del Raval. Por la tarde, la imagen es trasladada de nuevo a la iglesia de la Magdalena. Tradicionalmente, esa noche se celebraba la cordá, sustituida actualmente por un correfuegos. El 14 de agosto se celebra la Noche de las Paellas. El ayuntamiento sufraga los costes de los condimentos y delimita el centro del casco urbano para que por la noche, a partir de las 21:00h los vecinos cocinen y después coman las paellas. Del 17 al 24 se monta una plaza de toros de madera en la plaza mayor y se sueltan vaquillas y también toros embolados. Para finalizar, a final de agosto, también se celebran las fiestas de la barriada de San Ramón, con una tradicional cena en las calles de la barriada.
Por su cercanía a la ciudad de Valencia, durante el mes de marzo se celebran las Fallas, concretamente del día 15 de marzo al 19 de marzo.

### Gastronomía
En Sollana la gastronomía local se caracteriza por el arroz, esto se debe a que Sollana fue una de las primeras zonas en España donde se cultivó el arroz a causa de las facilidades que da el terreno de los alrededores a esta práctica, por tanto destacan platos como los arroces caldosos o en perol y por supuesto también la paella como en toda la provincia de Valencia.
Allí son famosas las croquetas de bacalao, los mostatxuts y dulces de calabaza y además en consecuencia a su cercanía con la Albufera destacan los platos con pescado (anguila, tenca o lisa).

## Personas notables

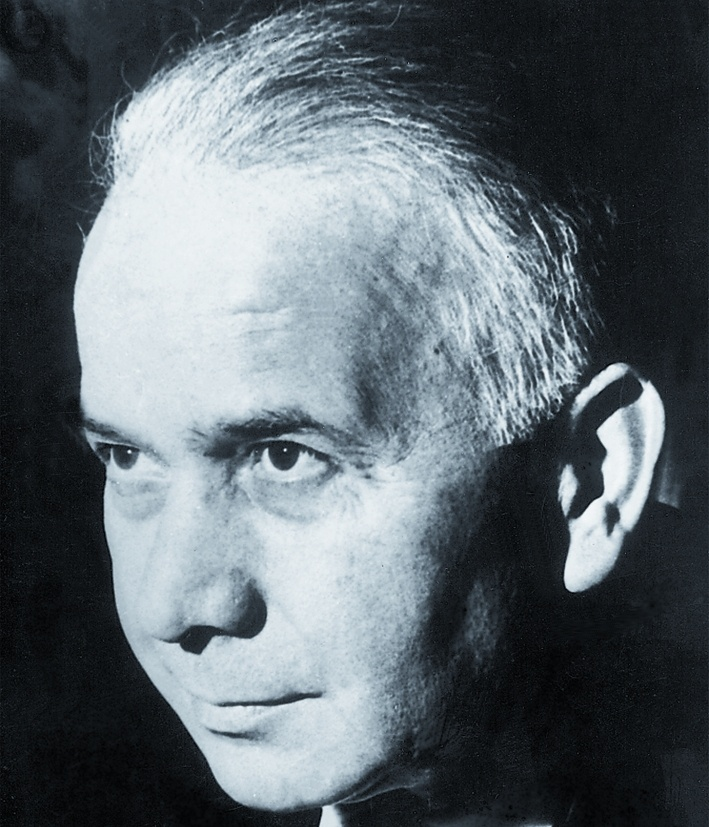
Juan José López Ibor

Juan José López Ibor (1906-1991), médico. Reconocido psiquiatra. Fue jefe del departamento de Neuropsiquiatría del Hospital General de Madrid y miembro de la Real Academia de Medicina. Posee una amplia obra académica.